# Ilirski kolegij u Fermu
Ilirski kolegij sv. Petra i Pavla (Collegio Illirico di S. Pietro e Paolo di Fermo odnosno Collegio Illirico di Fermo) u Fermu, bila je školska ustanova Katoličke Crkve koja se nalazila u talijanskom gradu Fermu. 

## Povijest
Osnovala ga je Kongregacija za širenje vjere 1663. godine radi školovanja pitomaca iz hrvatskih krajeva, jer u ono vrijeme još nije bilo sjemeništa u hrvatskim krajevima. Slične je školske ustanove otvorila u Loretu i Rimu.
Razlog je bio što su turska osvajanja po hrvatskim zemljama i susjednom Balkanu rezultirala opadanjem broja katolika, jer se isti prelazili na pravoslavlje i islam, zbog represije nad katolicima i jer nije bilo katoličkih svećenika te odlaskom iz domova u sigurnije krajeve da bi se izbjeglo učestalim ratnim djelovanjima i represiji novih muslimanskih vladara. Na to je prefekt Kongregacije za širenje vjere Ant. Barberini savjetovao papi Aleksandru VII. utemeljiti kolegij koji će školovati svećenike koji će bogoslužiti u tim krajevima.
Papa je isprva namjeravao takav kolegij podignuti u Dubrovniku. Budući da su postojali problemi s Mlečanima po tom pitanju, odlučilo se je ustanovu podignuti u gradiću Fermu. Za nacrt je Kongregacija zamolila kardinala Karla Gualtierija, fermskog nadbiskupa. 
U prvim zamislima namjeravalo se neka kolegijem upravljaju svjetovni svećenici, navjerojatnije da se ne čini istovjetni primjerak loretskog kolegija, kojim su upravljali isusovci. Broj pitomaca koji bi se školovao je trebao biti od 12 do 15, a možebitno bi se proširilo do 60 pitomaca, ovisno kako bi se stvari razvijale. U stvarnosti nikad nije bilo više od 18-ero. Kolegij se smjestilo u jednu privatnu zgradu, iz koje su kad se je promijenio vlasnik 1740. morali iseliti.
Kolegij je trebao pružiti najmanje moguće školovanje, tek toliko da mogu biti svećenicima odnosno raditi u pastoralu i da što prije budu gotovi. Učilo bi ih se moralku, gramatiku, klasike, disciplinsku i ekonomsku upravu. Predavači bi bili rektor, drugi svećenik te jedan pomoćni koji bi bio disciplinski prefekt. Pitomci bi živjeli u teškim i jednostavnim odjevnim, prehrambenim i stambenim uvjetima, radi privikavanja na tako težak život kad se budu vratili u domovinu, a da se ne uče na luksuz, da im se ne omili bogatiji način života te otuđe od oskudice u domovini. Dnevni je red bio napravljen po uzoru na oce oratorijance. 
Time bi se postiglo nekoliko stvari: brže bi se moglo stvarati nove svećenike, a istovremeno bi se postiglo drugi cilj: izbjeglo bi se stvaranje takmaca koji bi znanjem i autoritetom mogli zaželiti obnašati više dužnosti u Crkvenim strukturama, što se događalo s pitomcima koji su u Rimu završili Propagandin kolegij.
Prvi rektor je bio Girolamo Evangelisti koji je na tu funkciju stupio 1663. godine, a prvi pitomci su bili iz albanskih krajeva, iz Lješa i Skadra. Kolegij je djelovao u lošim uvjetima, uprava nije bila dolično pedagogična, brojni su pomrli od sušice, đaci su primali nedovoljno znanje, zbog čega su se žalili drački i barski biskup te predlagali neka se pitomce školuje u Loretu i da uopće ne borave u Fermu.
Ustanova je potrajala jedno stoljeće. Ugasila se 1746. godine. Zavod je imao nadu da će opstati, no kad su 1740. morali preseliti u drugu zgradu, nije se moglo naći povoljnog najmodavca, jer se je sve ocijenilo skupima. Naposljetku je zbog tog financijskog razloga Kongregacija predložila papi spojiti hrvatski kolegij u Fermu s rimskim, što je papa Benedikt XIV. učinio 28. siječnja 1746. godine.

## Predavači i studenti
Predavači su bili iz Italije. Pitomci su bili iz raznih zemalja. Njih sto devedeset i troje su bili iz Albanije (65), Hrvatska (44 + 3 iz nepoznatog dijela Srijema), Crna Gora (barska nadbiskupija - 20, kotorska biskupija 7), skopske nadbiskupije (15), BiH (12), Bugarske (9), Grčke (5) te iz dalekih i egzotičnih zemalja kao Sirije, Armenije, Rusije, Rumunjske, Moldavije, Male Azije.
Biskupima su postala šesnaestorica pitomaca. Iz područja današnje Hrvatske su biskupima postali Antun Casich iz Makarske (splitski biskup), Toma Nechich iz Novigrada (ninski biskup), s područja današnje BiH Marko Andriasci iz Popova u Trebinjskoj biskupiji (sofijski nadbiskup), s područja današnje Crne Gore Marko Giorga (barski nadbiskup) i Nikola Bubić iz Bara, Bernard Dominik Leone iz Kotora (ninski biskup), Matija Stuccanovich iz Perasta (barski nadbiskup), s područja današnjeg Kosova Ivan Nicolovich iz Đakovice koja je bila u skopskoj nadbiskupiji (skopski nadbiskup i vizitator Bugarske), zatim 8 Albanaca te 1 Bugarin.
Kolegij je pohađao isusovac Đuro Bašić, hrvatski pjesnik i pisac vjerskih knjiga.